# Kosmos 2494
Kosmos 2494 – rosyjski wojskowy satelita nawigacyjny systemu GLONASS.